# Comté de Jackson (Mississippi)
Pour les articles homonymes, voir Jackson et Comté de Jackson.
Le comté de Jackson est situé dans l’État du Mississippi, aux États-Unis. Il comptait 131 420 habitants en 2000. Son siège est Pascagoula.
Après la guerre de sécession les Noirs du comté sont victimes d'une violence aveugle : 153 sont assassinés.